# Kornerupin
Kornerupin – klasa borokrzemianów i krzemianów boru. Nazwa pochodzi od nazwiska Andreasa N. Kornerupa (1857-1881), duńskiego geologa. Odmiana o znaczeniu gemmologicznym: pryzmatyt.

## Właściwości
Wzór chemiczny- (Mg,Fe2+)4Al6[(Si,Al,B)5O21](OH)
Układ krystalograficzny – rombowy; kryształy o pokroju słupkowym; częste włókniste lub pręcikowe agregaty.
Barwa – bezbarwny, różowy, zielonawożółty, jasnozielony, zielonobrązowy do brązowego; także niebieskozielony, ciemnozielony; rzadko złocisty lub żółtobrązowy. Barwę zieloną i niebieską kreują odpowiednio jony V3+i Cr3+, oba w koordynacji oktaedrycznej. Przezroczysty do przeświecającego.
Połysk – szklisty
Trwałość – 6-7 w skali Mohsa.
Gęstość – 3,27-3,45 g/cm³; pryzmatyt – 3,28-3,36 g/cm3
Łupliwość – wyraźna w jednym kierunku; przełam muszlowy; kruchy.
Własności optyczne – minerał dwuosiowy (niekiedy anomalnie jednoosiowy), optycznie ujemny (-); kąt między osiami optycznymi 2V=3°...48°.
Współczynnik załamania światła:
nα – 1,665-1,682
nβ – 1,676-1,696
nу – 1,677-1,699
Dwójłomność Δ – 0,012-0,017.
Dyspersja – 0,018.
Pleochroizm – wyraźny, dostrzegalny gołym okiem; obserwowane barwy pleochroiczne: zielona-żółta-czerwonawo brązowa.
Widmo absorpcyjne – wyraźna linia absorpcji przy długości fali 503,0 nm dla kierunku β i dwie dobrze zarysowane linie przy 503,0 i 446,0 nm dla kierunku y.
Luminescencja – żółtawe świecenie obserwowane w całym zakresie UV dają jedynie okazy pozyskane w Birmie i Afryce Wschodniej.
Inkluzje – liczne; częste kryształki cyrkonu.

## Występowanie
Słabo rozpowszechniony minerał łupków krystalicznych, wśród których występuje w paragenezie z sillimanitem, kordierytem, turmalinem i innymi. Miejsca występowania: pierwsze okazy kornerupinu, napotkano w Fiskenasset (Grenlandia); z Kanady (Lac Ste-Marie, Gatineau, Quebec) pochodzą kryształy o barwie ciemnozielonej do zielonożółtej; Madagaskaru (Itrangahy, Betroka) okazy niebieskozielone, brązowozielone i szarozielone przypominające barwę szałwii; materiału o podobnym  zabarwieniu dostarczają Sri Lanka (Gangapitiya, Ambakotte) i Birma (Mogok); pozyskuje się tu również niezwykle cenne okazy brązowe i złociste oraz kamienie asteryczne i kornerupinowe kocie oko; Niemcy (Waldheim, Saksonia) – niewielkie wystąpienia pryzmatytu; Finlandia (Kittilã)- duże, niebieskozielone kryształy; z Port Shepstone w Natalu (RPA) pochodzą słabo przeświecające, zielonożółte okazy dające po oszlifowaniu efekt sześcioramiennej gwiazdy; Kenia (Voi, Kwale) – duże kryształy do 10 cm; także zielone, kornerupinowe kocie oko; Rosja (Góry Ałdańskie), Kazachstan, (Karaganda) i Ukraina (Pobugskoje) dostarczają materiału zielonego; Tanzania (Handeni) piękne, różowe agregaty razem z sinhalitem.

## Zastosowanie
Okazy ciemnozielone i brunatnozielone po oszlifowaniu są mało efektywne, stąd ich wykorzystanie w biżuterii jest ograniczone. Poszukuje się kamieni jasnozielonych i złocistych, które ze względu na ograniczoną podaż surowca są bardzo wysoko wycenione; także okazy gwiaździste i dające efekt kociego oka. Masa kamieni oszlifowanych niewielka, 1...5 kr. Okazy większe zdobią różne kolekcje, np. Smithsonian Institution, gdzie eksponowany jest kornerupin jasnozielony o masie 21,6 kr, także bardzo rzadkie kornerupinowe kocie oko o masie 11,2 i 9,4 kr.